# Angel Rambert
Angel Rambert (* 12. März 1936 in Buenos Aires; † 25. Oktober 1983) war ein französischer Fußballspieler argentinischer Herkunft.

## Vereinskarriere
Der 173 Zentimeter große Stürmer Rambert, der bevorzugt auf der Position des Linksaußen spielte, wurde zur im Kalenderjahr ausgetragenen Saison 1958 in den Kader des argentinischen Erstligisten CA Lanús aufgenommen. Bei diesem im unteren Mittelfeld der Liga angesiedelten Klub konnte er sich schnell etablieren und weckte das Interesse mehrerer europäischer Talentscouts. Letztlich war es der französische Erstligist Olympique Lyon, der ihn 1960 verpflichten konnte. Dort traf er auf den im Jahr zuvor verpflichteten Nestor Combin, der ebenfalls aus Argentinien gekommen war. In der höchsten französischen Spielklasse schaffte er zu einer Zeit, in der Ein- und Auswechslungen noch nicht möglich waren, schnell den Sprung in die erste Elf. Dank seiner technischen Stärke wurde er in der Offensive an der Seite von Fleury Di Nallo zu einem Leistungsträger, wobei er mit der Mannschaft zunächst den Abstiegskampf anzutreten hatte. Trotz der mäßigen Mannschaftsleistung kam Rambert 1961 zu seinem Debüt im europäischen Wettbewerb, da Lyon automatisch für den Messestädtepokal qualifiziert war. Seine ersten beiden Jahre in Frankreich waren in Hinblick auf die Torerfolge seine besten, da er jeweils zehn Saisontore schoss und anschließend immer hinter dieser Marke zurückblieb. 
Ab 1962 steigerte sich die Mannschaft erheblich, stieg in den Kreis der Spitzenteams der Liga auf und war auch im Pokal erfolgreich, als der Einzug ins nationale Pokalfinale 1963 gelang. Durch ein 0:0 wurde ein Wiederholungsspiel erforderlich, bei dem man der AS Monaco mit 0:2 unterlegen war. Bereits ein Jahr darauf bot sich mit dem Endspiel 1964 die zweite Chance auf den Titel und durch einen 2:0-Erfolg gegen Girondins Bordeaux konnte Rambert diesen zum ersten Mal gewinnen. Ebenfalls 1964 kam das Team im Europapokal der Pokalsieger bis ins Halbfinale, wo es im Wiederholungsspiel am späteren Sieger Sporting Lissabon scheiterte. 
Nachdem sein Mannschaftskamerad Nestor Combin 1964 den Verein verlassen hatte, konnte Rambert nicht mehr an seine vorherigen Leistungen anknüpfen und erlebte zudem das Abrutschen Lyons zurück in die unteren Tabellenbereiche. Dennoch gelang ihm ein letzter großer Erfolg, als er mit der Mannschaft das Pokalendspiel 1967 erreichte und durch einen 3:1-Sieg gegen den FC Sochaux zum zweiten Mal die Trophäe gewann. Dabei war er bei seiner dritten Finalteilnahme mit dem 1:0 in der 22. Minute erstmals als Torschütze erfolgreich. Mit über 30 Jahren blieb er in den nachfolgenden Jahren fester Bestandteil der Mannschaft, auch nachdem 1969 mit Serge Chiesa sein designierter Nachfolger ins Team aufgerückt war. 1970 kehrte er dem Klub nach zehn Jahren den Rücken und unterschrieb beim Zweitligisten AS Avignon. Er zählte dort zu den Stammspielern einer Mannschaft, die 1971 knapp den Aufstieg in die Eliteklasse des französischen Fußballs verpasste. Im selben Jahr beendete er mit 35 Jahren nach 316 Erstligapartien mit 56 Toren und 30 Zweitligapartien mit sieben Toren in Frankreich sowie 36 Erstligapartien mit elf Toren in Argentinien seine Profilaufbahn. Danach ging er zurück nach Argentinien, wo 1974 sein Sohn, der spätere argentinische Nationalspieler Sebastián Rambert, zur Welt kam. 1983 starb er im Alter von 47 Jahren und wurde in einem Nachruf der Zeitung Le Progrès als Träger „unvergänglicher Erinnerungen“ gewürdigt.

## Nationalmannschaft
Obwohl er erst 1960 nach Frankreich gekommen war, erhielt der argentinischstämmige Rambert bereits nach wenigen Jahren die französische Staatsbürgerschaft, sodass er am 11. April 1962 im Alter von 26 Jahren bei einer 1:3-Niederlage gegen Polen sein erstes Länderspiel für die französische Nationalelf bestreiten  durfte. Auf die nächste Berufung musste er zwei Jahre warten und nahm 1964 an einer weiteren Reihe von Länderspielen teil, wobei er am 11. November bei einem 1:0 gegen Norwegen sein einziges Tor im Nationaldress erzielte. Eine 0:3-Niederlage gegen Belgien am 2. Dezember 1964 stellte für Rambert, der nie ein Turnierspiel für die Auswahl seines Landes bestritt, seinen fünften und letzten Einsatz für Frankreich dar.